# 陕西省作家协会
陕西省作家协会，简称陕西省作协，是中华人民共和国陕西省文学工作者组成的专业性人民团体，是中国作家协会的团体会员。其最高权力机构为陕西省作家协会代表大会。

## 歷史
陕西省作家协会前身是成立于1954年11月的中国作家协会西安分会。1983年9月，中国作家协会西安分会更名为中国作家协会陕西分会。1993年6月，中国作家协会陕西分会更名为陕西省作家协会。

## 历届主席
第一届
1954年11月—1956年6月，主席：马健翎，副主席：柳青、郑伯奇（党外人士）、胡采（西安市文化局局长兼任）。
1956年6月—1967年2月，主席：柯仲平（中国作家协会副主席兼任，1964年10月病逝），副主席：马健翎（1965年10月逝世）、柳青、郑伯奇、胡采（1956年11月，主持日常工作）。
第二届
1979年2月—1983年9月，主席：胡采，副主席：王汶石、杜鹏程、傅庚生（西北大学中文系教授、人士）、李若冰（1982年6月离任）。
第三届
1983年9月—1986年12月，主席：胡采，副主席：王汶石、杜鹏程、李若冰（陕西省文化厅厅长）、王丕祥。顾问：傅庚生（1984年10月病逝）。
1985年4月21日至4月24日，中国作协陕西分会三届二次理事会（扩大）会议选举路遥、贾平凹、陈忠实、杨韦昕为副主席，
第四届
1993年6月8日—10日，陕西省作家协会第四次会员代表大会在西安召开。选举陈忠实为主席，王愚、王蓬、孙树淦（莫伸）、刘成章、李凤杰、杨韦昕、赵熙、贾平凹、高建群、雷进前（晓雷）为副主席。聘请胡采、王汶石、王丕祥、魏钢焰为名誉主席，
第五届
2007年9月17日至9月18日，陕西省作家协会第五次会员代表大会在西安召开。大会选举贾平凹为陕西省作协第五届理事会主席，雷涛为常务副主席，王蓬、叶广芩、白阿莹、冯积岐、朱鸿、孙树淦（莫伸）、李国平、李康美、李淑珍（冷梦）、杨宏科（红柯）、张虹、高建群、阎安为副主席，陈忠实被聘请为陕西省作协主席团名誉主席，
第六届
2013年5月7日至5月8日，陕西省作家协会第六次会员代表大会在西安召开。大会选贾平凹再次当选陕西省作协主席，蒋惠莉当选为常务副主席，齐雅丽当选为专职副主席，王海、方英文、龙云、朱鸿、杨宏科（红柯）、李国平、李淑珍（冷梦）、吴克敬、张虹、高建群、阎安、梁向阳当选为副主席。陈忠实被聘请为陕西省作协主席团名誉主席。
第七届
主席 贾平凹，常务副主席 齐雅丽，副主席 安广文、阎延安